# Critérium du Dauphiné libéré 1989
La 41e édition du Critérium du Dauphiné libéré a eu lieu du 29 mai au 5 juin 1989. Elle est remportée par le Français Charly Mottet. Il devance au classement général Robert Millar et Thierry Claveyrolat.

## Classement général final
| Rang | Vainqueur           | Équipe | Pays            | Temps           |
| ---- | ------------------- | ------ | --------------- | --------------- |
| 1er  | Charly Mottet       |        | France          | 33 h 54 min 3 s |
| 2e   | Robert Millar       |        | Grande-Bretagne | 18 s            |
| 3e   | Thierry Claveyrolat |        | France          | 1 min 50 s      |
| 4e   | Fabrice Philipot    |        | France          | 2 min 49 s      |
| 5e   | Laurent Bezault     |        | France          | 2 min 56 s      |
| 6e   | Martial Gayant      |        | France          | 3 min 58 s      |
| 7e   | Éric Caritoux       |        | France          | 4 min 26 s      |
| 8e   | Héctor Patarroyo    |        | Colombie        | 5 min 10 s      |
| 9e   | Mariano Sanchez     |        | Espagne         | 6 min 14 s      |
| 10e  | Alberto Camargo     |        | Colombie        | 7 min 9 s       |

## Les étapes
| Étape      | Date   | Villes étapes                         | type     | Distance (km) | Vainqueur d'étape   | Leader du classement général |
| ---------- | ------ | ------------------------------------- | -------- | ------------- | ------------------- | ---------------------------- |
| Prologue   | 29 mai | Divonne-les-Bains – Divonne-les-Bains | prologue | 5             | Steve Bauer         | Steve Bauer                  |
| 1re étape  | 30 mai | Aix-les-Bains – Lyon                  |          | 186           | Pascal Poisson      | Thomas Wegmüller             |
| 2e étape   | 31 mai | Lyon – Saint-Étienne                  |          | 186           | Thomas Wegmüller    | Thomas Wegmüller             |
| 3e étape   | 1 juin | Montélimar – Carpentras               |          | 183,5         | Charly Mottet       | Charly Mottet                |
| 4e étape   | 2 juin | Carpentras – Valence                  |          | 155,7         | Sean Kelly          | Charly Mottet                |
| 5e étape   | 3 juin | Crest – Grenoble                      |          | 230           | Thierry Claveyrolat | Charly Mottet                |
| 6e a étape | 4 juin | Grenoble – Aix-les-Bains              |          | 84,5          | Gérard Rué          | Charly Mottet                |
| 6e b étape | 4 juin | Aix-les-Bains – Aix-les-Bains         |          | 30            | Robert Millar       | Charly Mottet                |
| 7e étape   | 5 juin | Aix-les-Bains – Aix-les-Bains         |          | 163           | Peter De Clercq     | Charly Mottet                |